# Curt Hawkins
Brian Myers (ur. 20 kwietnia 1985 w Glen Cove w Nowym Jorku) – amerykański wrestler i promotor występujący w federacji WWE w brandzie Raw pod pseudonimem ringowym Curt Hawkins. Hawkins był członkiem WWE od 2006 do 2014, gdzie po występach w federacjach niezależnych powrócił do federacji w 2016.
Myers jest dwukrotnym światowym mistrzem dywizji tag team będąc jednokrotnym posiadaczem WWE Tag Team Championship z Zackiem Ryderem i jednokrotnym TNA World Tag Team Championem z Trevorem Lee.

## Kariera profesjonalnego wrestlera

### Trening i federacje niezależne (2004–2006)
Myers był trenowany przez Mikeya Whipwrecka, gdzie po rozpoczęciu z nim treningów zadebiutował w ringu w 2004. Walczył dla promocji New York Wrestling Connection (NYWC). W 2005 zaczął regularnie występować w drużynie z Brettem Matthewsem, gdzie duo Myers i Matthews zawalczyło o NYWC Tag Team Championship pokonując Dickiego Rodza i Masona Raige'a przez dyskwalifikację. Na następnej gali z 4 czerwca odbył się rewanż o tytuły, z którego zwycięsko wyszli Myers i Matthews. Pod koniec miesiąca zostali zaatakowani w ringu przez The Dead Presidents (Lo Lincolna i Booga Washingtona), którzy rozpoczęli rywalizację o tytuły. Tytuły mistrzowskie zmieniły posiadaczy na ich rzecz podczas gali z końca lipca. 23 września wzięli udział w Triple Threat tag team matchu o mistrzostwa, lecz panujący mistrzowie Team Tremendous (Dan Barry i Ken Scampi) zakończyli pojedynek pozostając właścicielami tytułów. Myers i Matthews zdołali zdobyć pasy mistrzowskie drugi raz w swoich karierach 25 stycznia 2006, lecz dwa miesiące później stracili je na rzecz B.S. Xpress (Tony’ego Burmy i Mike’a Spinelliego).

### World Wrestling Entertainment / WWE

#### Występy w federacjach rozwojowych (2006–2007)

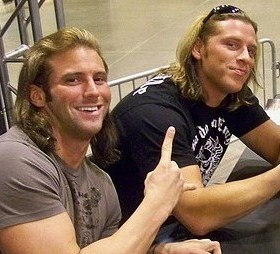
Zack Ryder i Hawkins (po prawej) w 2009.

24 lutego 2006, Brian Myers podpisał kontrakt rozwojowy z World Wrestling Entertainment. Otrzymał pseudonim ringowy Brian Majors i odnowił drużynę z Bretem Matthewsem, któremu przydzielono pseudonim Brett Majors, a razem występowali jako tag team pod nazwą Majors Brothers. Wspólnie dwa razy zdobyli DWS Tag Team Championship w federacji rozwojowej Deep South Wrestling, zaś później do swego dorobku w karierach doliczyli tytuły OVW Southern Tag Team Championship.

#### La Familia i Tag Team Champion (2007–2009)

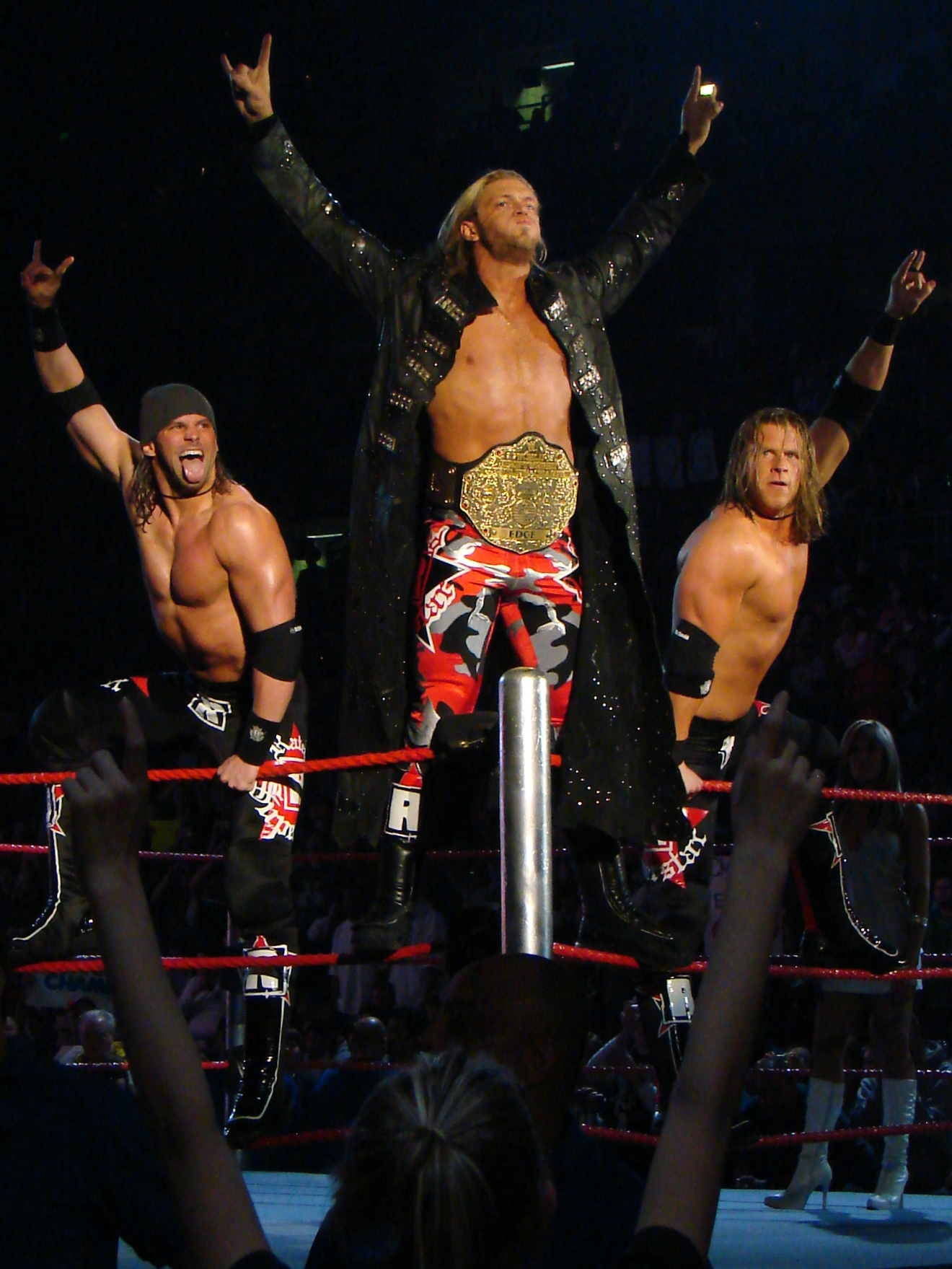
Hawkins (po prawej) pozujący w ringu z Edgem i Ryderem.

Drużyna szybko awansowała z rozwojówki do głównego rosteru federacji, kosmetycznie zmieniając swoje nazwiska z „Majors” na „Major”. Zadebiutowali w brandzie ECW, w którym wygrali debiutancki pojedynek, lecz nie zdołali wygrywać ważniejszych pojedynczych oraz tag teamowych pojedynków o tytuły. 17 czerwca 2007, Major Brothers zostali przeniesieni z ECW do rosteru SmackDown! jako ósmy wybór w drafcie uzupełniającym z 2007. Na SmackDown wiodło im się niewiele lepiej, pokonując takie drużyny jak Chavo Guerrero i Jamie Noble. 9 listopada 2007, duo zawalczyło o WWE Tag Team Championship, lecz zostali pokonani przez mistrzów MVP'iego i Matta Hardy’ego.
Na gali Armageddon, Major Brothers ubrało się na podobieństwo Edge’a i zainterweniowało w walce o World Heavyweight Championship, gdzie w kilku momentach nielegalnie zastępowali go w ringu. Dzięki temu Edge zdobył tytuł, zaś scenariuszowi bracia stali się antagonistami. 21 grudnia 2007 na tygodniówce SmackDown! zostało ujawnione, że Major Brothers są bliskimi przyjaciółmi Edge’a i generalnej menadżerki SmackDown Vickie Guerrero. Niedługo potem, Brianowi i Brettowi Majorowi zmieniono pseudonimy na kolejno Curt Hawkins i Zack Ryder. Komentatorzy SmackDown określali również Hawkinsa i Rydera jako „The Rated-R Entourage” (pol. świta Edge’a). Okazjonalnie para łączyła siły z ich mentorem Edgem i Chavem Guerrero jako ugrupowanie „La Familia”.
Na gali The Great American Bash z 20 lipca 2008, Hawkins i Ryder zdobyli WWE Tag Team Championship od Johna Morrisona i The Miza, pokonując byłych mistrzów, Jessego i Festusa, oraz Finlaya i Hornswoggle'a, tuż po tym jak Hawkins przypiął Jessego. Dzięki odniesionemu zwycięstwu stali się najmłodszymi mistrzami dywizji tag team w historii WWE. Po gali SummerSlam z sierpnia, La Familia zaczęła się rozpadać ze względu na kłótnie pomiędzy Edgem i Vickie Guerrero, przez co Hawkins i Ryder opuścili ją i zaczęli działać wspólnie sami.
26 września 2008 na odcinku SmackDown, Hawkins i Ryder stracili tytuły na rzecz Carlito i Primo. 15 kwietnia 2009, Ryder (bez Hawkinsa) został z powrotem przeniesiony do rosteru ECW podczas draftu uzupełniającego, tym samym oficjalnie rozwiązując drużynę.

#### Florida Championship Wrestling (2009–2010)
Po zakończeniu draftu, Hawkins spędził kilka miesięcy poza występami w telewizji, gdzie później został przeniesiony do rozwojówki Florida Championship Wrestling (FCW) w celu dalszego treningu. Zadebiutował w federacji przegrywając z Dawsonem Alexandrem. W kolejnych tygodniach, Hawkins wygrał ośmioosobowy Battle Royal stając się pretendentem do tytułu FCW Florida Heavyweight Championship należącego do Justina Angela, lecz nie zdołał pokonać mistrza. W międzyczasie dołączył do ugrupowania „The Dude Busters” u boku Caylena Crofta i Trenta Barrety. Pod koniec listopada, Hawkins i Croft zdobyli FCW Florida Tag Team Championship. Pomimo bycia mistrzami, Croft i Hawkins bronili tytułów wraz z Barretą pod tzw. Freebird Rule (całe ugrupowanie może być mistrzami tag team, lecz tytułów w walce broni maksymalnie dwóch ich członków). 14 stycznia 2010 na nagraniach odcinków FCW, The Dude Busters straciło tytuły na rzecz The Fortunate Sons (Bretta DiBiasego i Joego Henniga).

#### The Gatecrashers (2010–2011)
Hawkins powrócił do rosteru SmackDown 4 maja 2010, formując tag team z Vance’em Archerem, gdzie wspólnie pokonali Chasyna Rance'a i JT Talenta w dark matchu. Ich telewizyjny debiut jako drużyna nastąpił 13 maja na odcinku tygodniówki WWE Superstars pokonując dwóch lokalnych wrestlerów. Po walce, Hawkins ujawnił, że on i Archer otrzymali 30 dni na udowodnienie, iż są warci pozostania w głównym rosterze. Drużyna pojawiła się na SmackDown 21 maja wygrywając w kolejnym szybkim pojedynku. Jako próba udowodnienia swoich umiejętności, duo zaatakowało MVP'iego i Christiana na odcinkach SmackDown z 4 i 11 czerwca, zaś w następnym tygodniu pokonali ową dwójkę w tag team matchu. Od 25 czerwca, drużyna zaczęła występować jako „The Gatecrashers” (pol. „Nieproszeni goście”). 4 czerwca na odcinku SmackDown, para wzięła udział w Battle Royalu kwalifikującym do Fatal 4-Way matchu na tytułowej gali. Hawkins był jednym z czterech ostatnich uczestników pojedynku, lecz został wyeliminowany przez Reya Mysterio, który wygrał walkę. Po wygaśnięciu ich trzydziestodniowego kontraktu, wedle scenariusza podpisano z nimi nowy długoterminowy kontrakt. Drużyna została rozwiązana 7 października na tygodniówce Superstars po walce pomiędzy Archerem i Chrisem Mastersem. Archer przypadkowo popchnął Hawkinsa stojącego na krawędzi ringu i przegrał walkę. Tuż po jej zakończeniu, Hawkins zaatakował Archera. Hawkins rozpoczął krótką rywalizację z Trentem Barretą ze względu na wygraną Barrety nad Hawkinsem z odcinka Superstars z 18 listopada. W rewanżu z następnego tygodnia, Hawkins pokonał Barretę dodając, że jego zwycięstwo z zeszłego tygodnia było zwykłym fuksem. Ostatni, trzeci pojedynek z 9 grudnia z odcinka Superstars wygrał Barreta.

#### Współpraca z Tylerem Reksem (2011–2012)

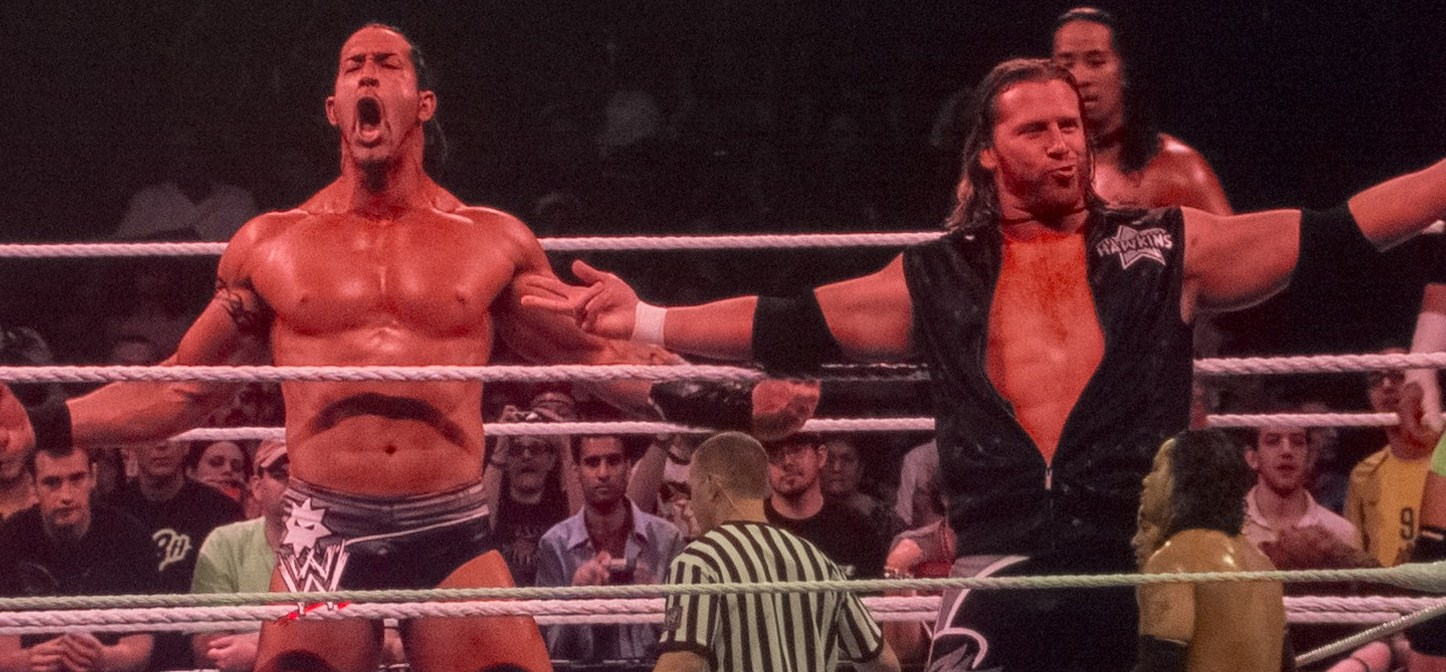
Hawkins i Reks w kwietniu 2012

26 kwietnia, Hawkins został przeniesiony do rosteru Raw jako część draftu uzupełniającego z 2011. Hawkins i Ryder zjednoczyli się na jedną noc 19 maja na odcinku tygodniówki Superstars, gdzie przegrali z Santino Marellą i Vladimirem Kozlovem. Hawkins po dłuższej przerwie powrócił na Superstars 8 września, gdzie wraz z Tylerem Reksem pokonali Percy’ego Watsona i Titusa O’Neila. Hawkins i Reks zaczęli wspólnie się pojawiać w piątym sezonie NXT, gdzie podczas pierwszego występu zaatakowali The Usos za pleców podczas odcinka NXT z 27 września. Przez następne dwa tygodnie na NXT, Hawkins i Reks zawalczyli z The Usos w tag team matchach, gdzie Hawkins i Reks odnieśli zwycięstwo w pierwszym pojedynku, a The Usos w drugim. Od października, Hawkins, który twierdził, że ma złamaną kostkę, zaczął wnosić do ringu metalową laskę. Jednakże, pomimo wyleczenia kontuzji, wrestler wciąż wchodził na arenę z laską, co stało się jednym z jego znaków rozpoznawczych. Hawkins zadebiutował na Raw 9 stycznia 2012, przegrywając w krótkiej walce z powracającym Brodusem Clayem. Od grudnia 2011, Hawkins i Reks rywalizowali z Trentem Barretą i Yoshim Tatsu, gdzie obie drużyny regularnie robiły sobie żarty na zapleczu. Ich feud zakończył się zwycięstwem Hawkinsa i Reksa w tag team matchu z Barretą i Tatsu na odcinku tygodniówki NXT z 18 stycznia.
Hawkins i Reks stali się wichrzycielami rosteru NXT, dręcząc prowadzącego NXT Matta Strikera odnośnie do jego miałkiej kariery profesjonalnego wrestlera i narzekając, że powinni brać w walkach wieczoru NXT. 21 marca na odcinku tygodniówki NXT Redemption rozpoczęto scenariusz, w którym Striker został porwany przez nieznanych sprawców, którymi ostatecznie okazali się Hawkins i Reks. 18 kwietnia na odcinku NXT, William Regal (który wyznaczał pojedynki na galach) wyznaczył walkę pomiędzy Hawkinsem i Reksem ze Strikerem jako sędzia specjalny. Przegrany miał zostać zwolniony i został nim Hawkins; mimo tego, Regal zdecydował się również zwolnić Reksa.
Pomimo tego, duo zostało przywrócone na NXT na odcinku z 9 maja przez Johna Laurinaitisa, który był generalnym menadżerem Raw i SmackDown. Hawkins i Reks kontynuowali odgrywanie roli pomagierów Laurinaitisa, konfiskując plakaty mające urazić Laurinaitisa na gali pay-per-view Over the Limit i atakując Johna Cenę 21 maja na odcinku tygodniówki Raw. Współpraca Hawkinsa i Reksa z Laurinaitisem zakończyła się, gdy Laurinaitis stracił swoją posadę generalnego menadżera na gali No Way Out z czerwca. Na ostatnim odcinku piątego sezonu NXT z 13 czerwca, Hawkins i Reks pokonali Percy’ego Watsona i Derricka Batemana.
Hawkins i Reks rozpoczęli jednostronną rywalizację z Rybackiem w lipcu 2012. Po tym jak obaj przegrali singlowe walki z Rybackiem na tygodniówce SmackDown, ten pokonał ich obu w 2-on-1 handicap matchu na gali Money in the Bank. Na Raw 1,000, Hawkins i Reks, wraz z czterema innymi wrestlerami, próbowali otoczyć Kane’a, któremu na ratunek do ringu przybiegł Undertaker i przegonili stado wrestlerów. 6 sierpnia na Raw odnieśli kolejną porażkę z Rybackiem. 21 sierpnia, Reks poprosił o rozwiązanie kontraktu z federacją chcąc przejść na emeryturę by móc spędzać więcej czasu z rodziną, tym samym oficjalnie rozwiązując drużynę. W październiku, Hawkins ogłosił, iż przeszedł operację rozdartego więzadła krzyżowego tylnego.

#### NXT (2013–2014)
21 stycznia 2013 na odcinku Raw, krótkowłosy Hawkins powrócił do telewizji podczas bijatyki kończącej show. Do ringu powrócił 9 lutego na odcinku tygodniówki WWE Saturday Morning Slam przegrywając z Justinem Gabrielem. Niedługo potem, Hawkins zaczął się pojawiać głównie na tygodniówkach Superstars i NXT, gdzie przegrywał wszystkie możliwe pojedynki. 8 maja 2014 na odcinku NXT, Hawkins wziął udział w Battle Royalu wyłaniającym pretendenta do NXT Championship, lecz pojedynek przegrał. 22 maja na odcinku NXT, Hawkins przegrał pojedynek z Adrianem Neville’em.
12 czerwca, WWE ogłosiło rozwiązanie kontraktu z wrestlerem.

### Powrót do federacji niezależnych (2014–2016)
Dzień po zwolnieniu z WWE, Myers zawalczył dla federacji Jersey Championship Wrestling (JCW), sprzymierzając się z Valem Venisem i wspólnie pokonując Danny’ego Demento i Erika Andrettiego. 22 czerwca, Myers został pokonany przez AR Foxa na gali promocji Beyond Wrestling. 29 sierpnia, Myers odbył swój debiut dla Pro Wrestling Guerrilla (PWG) przegrywając z A.J. Stylesem w pierwszej rundzie turnieju 2014 Battle of Los Angeles.
Jesienią, Myers powrócił do tag teamu z byłym partnerem z WWE Tylerem Reksem. Para pokonała w październiku Kevina Matthewsa i Lance’a Hoyta na gali promocji Pro Wrestling Syndicate. 24 lipca 2015, Myers zadebiutował w nowo powstałej federacji Global Force Wrestling (GFW), biorąc udział w turnieju koronującego pierwszego posiadacza GFW Global Championship, lecz przegrał w ćwierćfinale z Chrisem Mordetzkym.

### Total Nonstop Action Wrestling (2015)
Myers zadebiutował w Total Nonstop Action Wrestling (TNA) reprezentując federację Global Force Wrestling. Debiut odbył się 27 lipca 2015 na odcinku tygodniówki Impact Wrestling, gdzie on i Trevor Lee przegrali z The Wolves. 2 września 2015 na edycji Impact Wrestling odbył się rewanż, lecz tym razem z tytułami TNA World Tag Team Championship na szali. Myers i Lee zdołali pokonać Wolves, stając się posiadaczami tytułów tylko na jeden dzień, gdyż następnego dnia na nagraniach kolejnych odcinków Impact Wrestling stracili tytuły na rzecz byłych mistrzów. 16 września na odcinku Impact Wrestling, drużyna GFW (Brian Myers, Jeff Jarrett, Eric Young, Chris Mordetzky i Sonjay Dutt) przegrała z drużyną TNA (Drew Galloway, Lashley, Eddie Edwards, Davey Richards i Bram) w Lethal Lockdown matchu. Na gali Bound for Glory, Myers i Lee otrzymali rewanż o tytuły z The Wolves, lecz przegrali pojedynek.

### Powrót do WWE (od 2016)
21 lipca 2016, Myers ponownie podpisał kontrakt z WWE i dołączył do brandu SmackDown. Myers powrócił do używania pseudonimu ringowego Curt Hawkins, lecz jego gimmick opierał się na parodii Chuck Norris Facts przerobionych pod swoje nazwisko. Winietki z tym związane zaczęto emitować w telewizji od sierpnia i było to kontynuowane do jego telewizyjnego powrotu do ringu na gali No Mercy. Ne evencie, zgodnie z wcześniejszą obietnicą, Hawkins wszedł do ringu (bez stoczenia pojedynku) i ogłosił swoją debiutancką walkę na najbliższym odcinku SmackDown. Jednakże, z powodu wyczerpanego limitu czasowego tygodniówki, jego walka została wymazana ze scenariusza gali. W następnym tygodniu na SmackDown, Hawkins miał zmierzyć się z Apollo Crewsem, lecz po otrzymaniu ciosu w twarz ze strony Crewsa, Hawkins odmówił podjęcia się walki. 1 listopada na SmackDown, Hawkins przyjął wyzwanie Dolpha Zigglera o jego Intercontinental Championship, lecz przegrał z nim w siedem sekund. Tydzień później na tej samej tygodniówce, Hawkins odniósł pierwsze zwycięstwo od powrotu, pokonując Apollo Crewsa. Podczas pre-show gali TLC: Tables, Ladders & Chairs, Hawkins, The Vaudevillains (Aiden English i Simon Gotch) oraz The Ascension (Konnor i Victor) przegrali z The Hype Bros (Zackiem Ryderem i Mojo Rawleyem), Crewsem oraz American Alpha (Jasonem Jordanem i Chadem Gablem). Na WrestleManii 33 wziął udział w czwartym corocznym Andre the Giant Memorial Battle Royalu, który wygrał Mojo Rawley.
10 kwietnia 2017 podczas odbywającego się Superstar Shake-up, Hawkins został przeniesiony do rosteru Raw.
W tym czasie przegrywał wielokrotnie z takimi wrestler'ami jak Apollo Crews, Finn Bálor, Seth Rollins czy Jason Jordan. W lipcu 2017 r. Okazało się, że Hawkins ma serię 100 porażek, którą WWE uznało za najdłuższą przegraną „nowoczesnej ery”. Wkrótce zostało to włączone do gimmicku Hawkinsa. Na Great Balls of Fire 9 lipca Hawkins uczestniczył w swoim jedynym meczu głównej karty na pay-per-view w 2017, szybko przegrywając z Heathem Slaterem. Pod koniec 2017 roku Hawkins nie zdołał wygrać meczu, kończąc rok z ponad 150 kolejnymi porażkami. Na początku 2018 roku Hawkins regularnie zmagał się z Main Eventem i kontynuował swoją passę przegranych walk, a Hawkins osiągnął liczne bliskie upadki i został opisany jako „sympatyczna postać w tym momencie”.
Na WrestleManii 34 Hawkins brał udział w André the Giant Memorial Battle Royal, którą wygrał Matt Hardy. Na Greatest Royal Rumble Hawkins wszedł z numerem 43, ale szybko został wyeliminowany przez Brauna Strowmana. W dniu 4 czerwca na WWE Raw, Hawkins zdobył swoją 200 porażkę z lokalnym wrestlerem po tym, jak Baron Corbin przerwał mecz Hawkinsa i zaatakował jego przeciwnika, powodując, że Hawkins przegrał przez dyskwalifikację. W listopadzie Curt uczestniczył w drugim sezonie WWE Mixed Match Challenge, łącząc siły z Ember Moon po tym, jak poprzedni partner Moona, Braun Strowman, nie był w stanie konkurować z powodu kontuzji łokcia. 27 listopada Hawkins i Moon zostali wyeliminowani z rywalizacji, przegrywając z Jinderem Mahalem i Alicią Fox w ćwierćfinale.

### Zjednoczenie Major Brothers (2019-obecnie)
Podczas odcinka WWE Raw z 21 stycznia 2019 roku Hawkins próbował przekonać Vince'a McMahona do zarezerwowania go w meczu, ale zamiast tego został wstawiony jako specjalny sędzia gościnny w walce The Revival (Dash Wilder i Scott Dawson) VS Bobby Roode i Chad Gable, gdzie na szali były WWE Raw Tag Team Championship, w którym The Revival przegrali po tym, jak Hawkins widział, jak próbowali oszukać trzy razy, co pozwoliło Roode'owi i Gable'owi wygrać. Po walce Hawkins został zaatakowany przez The Revival, aż Zack Ryder przyszedł mu pomóc zapowiadając ponowne spotkanie. Hawkins brał udział w Royal Rumble, wchodząc na numerem 9, eliminując Titusa O'Neila, zanim został wyeliminowany przez Samoa Joe. Następnej nocy na Raw, Hawkins i Ryder połączyli siły, gdzie zostali pokonani przez The Revival.
5 kwietnia WWE ogłosiło, że Major Brothers zmierzą się z The Revival na WrestleManii 35 o WWE Raw Tag Team Championship. Na gali, po przegraniu 269 meczów z rzędu, Hawkins przypiął Scotta Dawsona zdobywając Raw Tag Team Championship i zakończył swój Streak. Następnej nocy na Raw, Hawkins i Ryder po raz pierwszy obronili tytuły, pokonując The Revival.

## Inne media
Hawkins prowadził swój kanał na YouTube, gdzie poprowadził krótką serię nazwaną Callon' Sports with Curt Hawkins, lecz wyprodukowano jedynie dwa odcinki. Pierwszy filmik został przez niego usunięty, lecz w drugim między innymi dziękuje Edge'owi za wiarę w niego i pomoc podczas jego początków w WWE jako część ugrupowania La Familia, oraz za bycie dobrym przyjacielem i mentorem.
Hawkins również regularnie pojawiał się w filmikach Zacka Rydera, który prowadził serię Z! True Long Island Story. Podczas działalności jako drużyna z Tylerem Reksem, duo razem pojawiało się w show Rydera.
Hawkins i Reks stworzyli animowaną serię na YouTube nazwaną MidCard Mafia, lecz show zdenerwowało władze WWE i zaleciło im przerwanie i usunięcie serii. Hawkins pojawiał się w wielu odcinkach WWE Inbox, w którym on i inne gwiazdy WWE odpowiadały na pytania fanów z Twittera.

## Życie osobiste
Podczas przerwy od występów w WWE w 2013, Myers i Pat Buck otworzyli własną szkółkę wrestlingową Create A Pro umiejscowioną w Hicksville w Nowym Jorku.
Myers poślubił wieloletnią przyjaciółkę Lizzie Karcher 9 października 2015.
Jego dobrymi przyjaciółmi są Zack Ryder i Trent Barreta, z którymi wspólnie trenował na początku ich karier.

## Styl walki

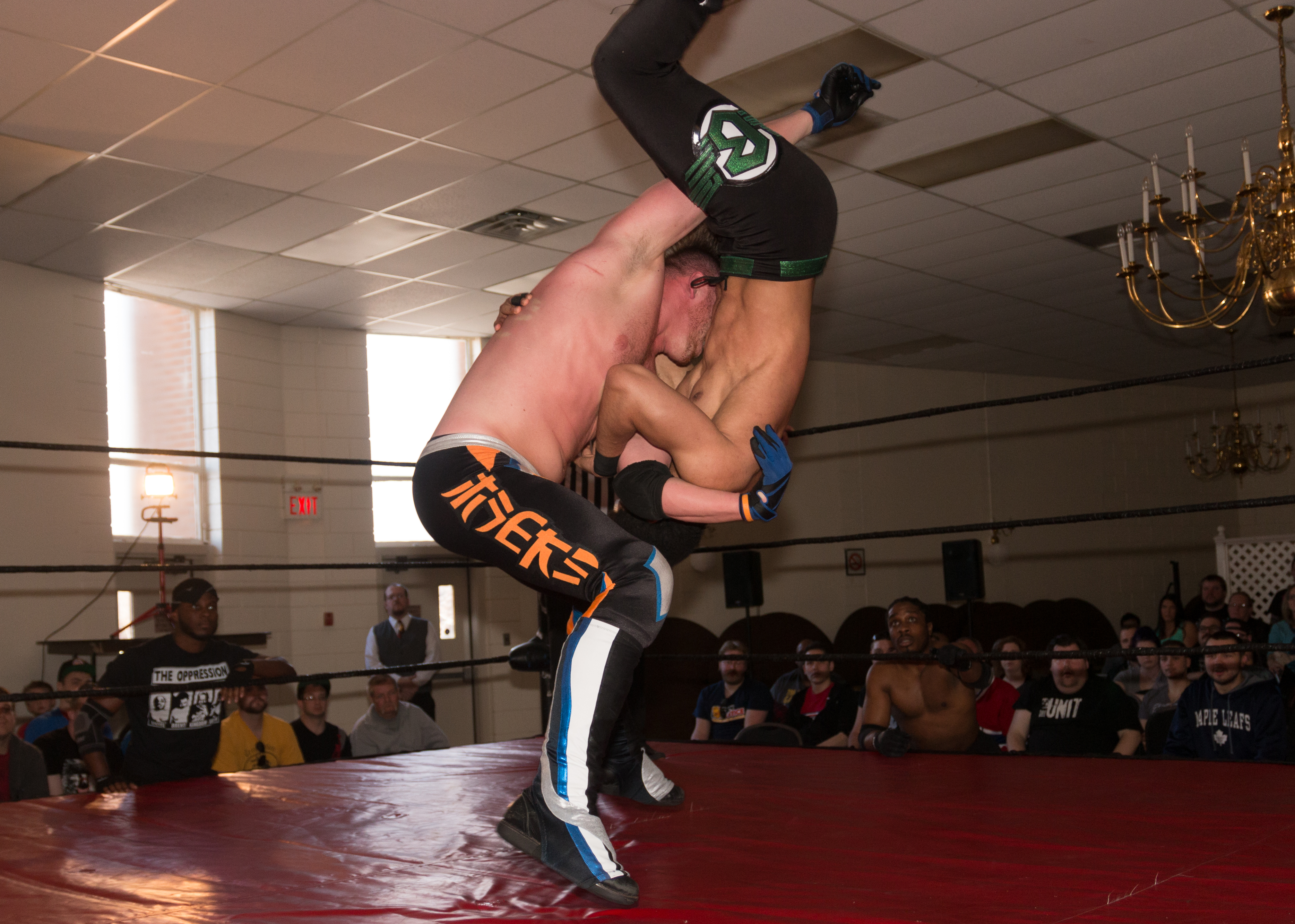
Myers wykonujący sitout twisting delayed scoop slam na Brencie Banksie

- Finishery
  - Heat Seeking Elbow[89] (Diving elbow drop)[90] – 2010-2014
  - Laugh Riot[91] (Impaler DDT)[92] – zaadaptowane od Edge'a[91] – FCW
  - Taste of Pain[93] (Hangman's facebuster)[94][95] – 2007-2009; od 2011
- Inne ruchy
  - Enzuigiri[96][97]
  - Wariacje suplexów
    - Belly-to-belly suplex[98]
    - One Night Stand[99] (Cross-legged high-angle belly-to-back suplex)[97][100]
    - Snap suplex[101]
    - Spear[94][97][101]
    - Spinebuster[94][97][101]
    - Superkick[94][97][101]

  - Upside Down Frown[102] (Twisting delayed scoop slam)[103] – zaadaptowane od Normana Smileya
- Przydomki
  - „The Party Starter”[104]
  - „The Prince of Queens”[105]
- Motywy muzyczne
  - „What I Want” ~ Daughtry i Slash[106] (DSW / OVW)
  - „Gasoline Upcharge” ~ Chris Weerts i Daniel Holter (DSW / WWE)
  - „In the Middle of it Now” ~ Disciple (WWE; 1 lutego 2008 – 12 czerwca 2014)[107]
  - „Black Fury” ~ Jim Johnston (WWE; 13 maja 2010 – 7 października 2010; używany podczas współpracy z Vance’em Archerem)
  - „Up All Night” ~ Hinder (Federacje niezależne)
  - „Face the Facts” ~ CFO$ (WWE; od 9 października 2016)

## Mistrzostwa i osiągnięcia
- Alpha-1 Wrestling

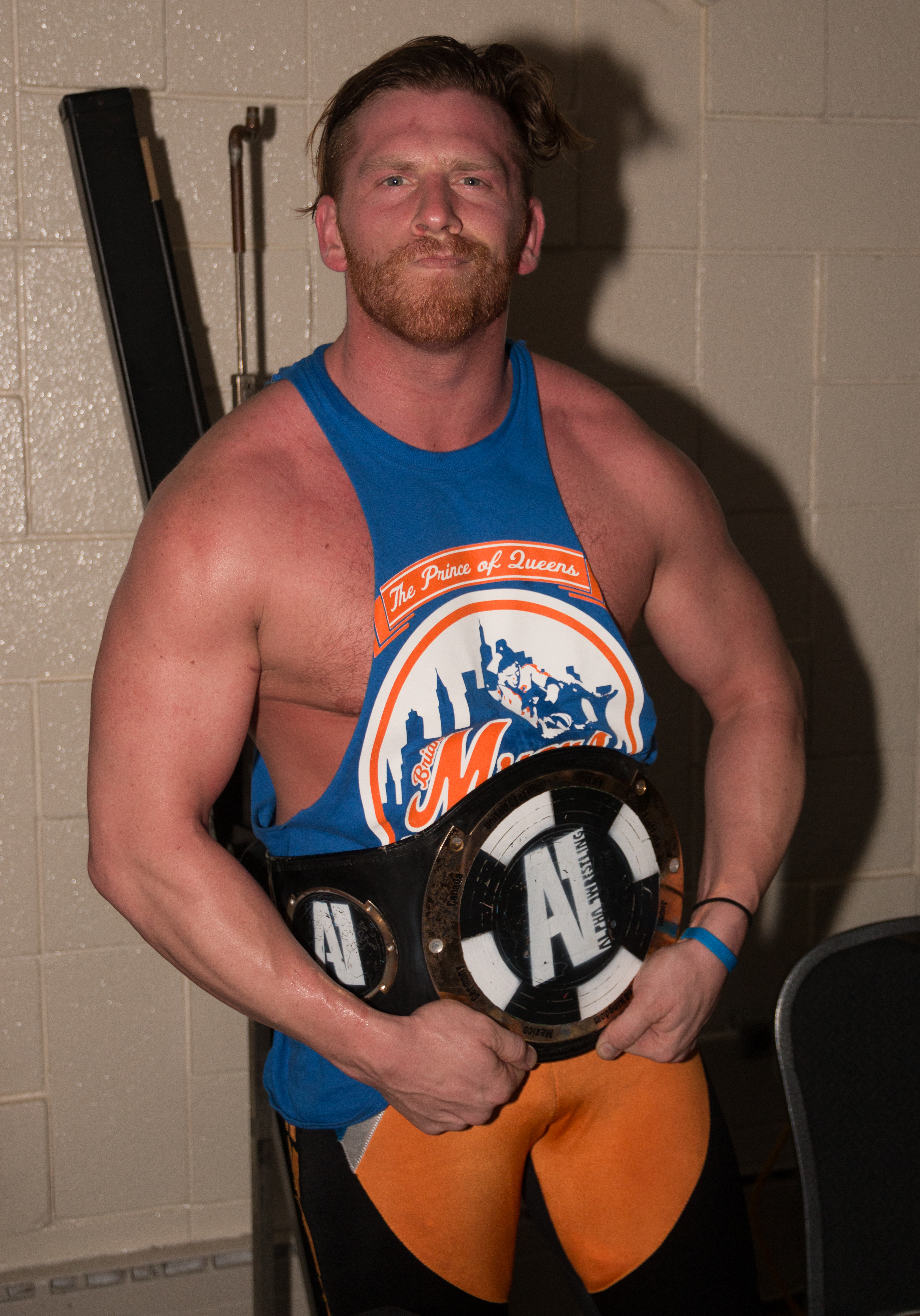
Myers z tytułem A1 Alpha Male Championship

  - A1 Alpha Male Championship (1 raz)[108][109]
- Deep South Wrestling
  - DSW Tag Team Championship (2 razy) – z Brettem Majorsem[110]
- Five Borough Wrestling 
  - FBW Heavyweight Championship (1 raz)[111]
- Florida Championship Wrestling
  - FCW Florida Tag Team Championship (1 raz) – z Caylenem Croftem i Trentem Barretą[26]
- GTS Wrestling 
  - GTS Youtube Wrestling Figures Heavyweight Championship (1 raz)
- Ohio Valley Wrestling
  - OVW Southern Tag Team Championship (1 raz) – z Brettem Majorsem[112]
- New York Wrestling Connection
  - NYWC Tag Team Championship (2 razy) – z Brettem Matthewsem[4]
- Pro Wrestling Illustrated
  - PWI umieściło go na 141. miejscu PWI 500 w 2008[113]
- Pro Wrestling Syndicate
  - PWS Television Championship (2 razy, obecny)[114]
- Total Nonstop Action Wrestling
  - TNA World Tag Team Championship (1 raz) – z Trevorem Lee[74]
- World Wrestling Entertainment
  - WWE Tag Team Championship (1 raz) – z Zackiem Ryderem
  - WWE Raw Tag Team Championship (1 raz, obecnie) z Zackiem Ryderem